# Stratiomys concinna
Stratiomys concinna är en tvåvingeart som beskrevs av Johann Wilhelm Meigen 1822. Stratiomys concinna ingår i släktet Stratiomys och familjen vapenflugor. Inga underarter finns listade i Catalogue of Life.